# Southeast Missouri State Redhawks

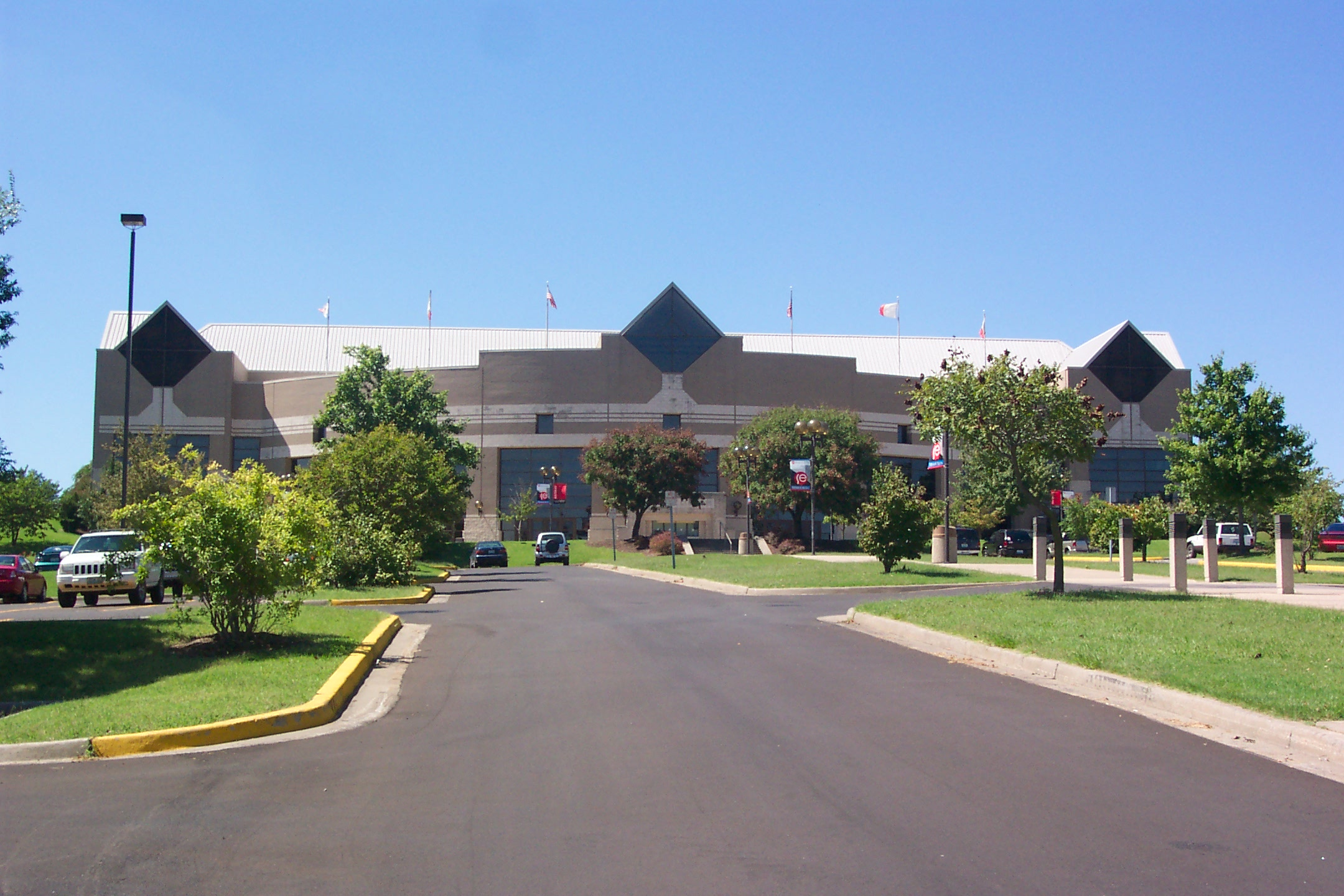
Show Me Center

Southeast Missouri State Redhawks (español: Águilas rojas de la Estatal del Sudeste de Misuri) es el equipo deportivo de la Universidad Estatal del Sudeste de Misuri, situada en Cape Girardeau, Misuri. Los equipos de los Governors participan en las competiciones universitarias organizadas por la NCAA, y forman parte de la Ohio Valley Conference.

## Apodo y mascota
Hasta enero de 2005, los apodos de los equipos eran los Indians (masculinos) y Otahkians (femeninos). Pero después de un movimiento estudiantil dentro de la propia universidad, el 22 de octubre de 2004 se decidió reemplazarlos por Redhaks. La mascota en la actualidad es un halcón rojo llamado Rowdy the Redhawk. La mascota original era la imagen de un jefe indio Sagamore, que fue retirada en los años 80 por un tema de sensibilización a nivel nacional hacia los pueblos indios de Norteamérica.

## Programa deportivo
Los Redhawks participan en las siguientes modalidades deportivas:
| - Masculino - Baloncesto - Béisbol - Fútbol americano - Cross - Atletismo | - Femenino - Cross - Baloncesto - Gimnasia - Softball - Voleibol - Tenis - Fútbol - Atletismo |

### Baloncesto
El equipo masculino de baloncesto solamente ha ganado en una ocasión la fase regular y el torneo de la OVC, ambas en el año 2000, que implicó su única aparición en el Torneo de la NCAA, siendo eliminados en primera ronda. Su mayor éxito fue conseguir el título de la NAIA en 1943.
Tres de sus jugadores han sido elegidos en alguna ocasión en el Draft de la NBA, pero ninguno de ellos llegó a jugar como profesional.

### Fútbol americano
El equipo de fútbol americano no ha conseguido nunca ganar el título de conferencia. A pesar de ello 16 de sus jugadores han llegado a jugar profesionalmente en le NFL, dos de ellos en la actualidad.

### Béisbol
Únicamente dos jugadores salidos de las aúlas de la Southeast Misuri han llegado a jugar en las Grandes Ligas de Béisbol, ambos a finales de los años 90.

## Instalaciones deportivas
- Houck Stadium. Es el estadio de fútbol americano de la universidad. Fue construido en 1930 y desde entonces alberga al equipo de los Redhakws. Tiene una capacidad para 11.015 espectadores.[7]
- Show Me Center. Es el pabellón donde se disputa el baloncesto. Fue inaugurado el 20 de agosto de 1987, y cuenta con una capacidad de 6.972 espectadores.[8]